# Apluda digramma
Apluda digramma är en fjärilsart som beskrevs av Erich Martin Hering 1929. Apluda digramma ingår i släktet Apluda och familjen snigelspinnare. Inga underarter finns listade i Catalogue of Life.